# International Association of Antarctica Tour Operators
International Association of Antarctica Tour Operators, abgekürzt IAATO, ist ein internationaler Verband der Reiseveranstalter mit Zielgebiet Antarktis, um vor Ort einen sicheren, verantwortungsbewussten und umweltverträglichen Tourismus sicherzustellen.
Der Verband mit Sitz in Newport (Rhode Island) wurde 1991 gegründet und hat für privat organisierte Reisen detaillierte Standards zum Schutz der Umwelt und zur Sicherheit der Reiseteilnehmer festgelegt. Die Mitglieder verpflichten sich, die selbst festgelegten Regeln einzuhalten, sie Dritten zu empfehlen und allgemein für ihre Ziele zu werben. Der Verband hat über 100 Mitglieder aus rund 20 Ländern. Geschäftsführerin ist seit 2013 Kim Crosbie. Sitz des Verbands ist Newport (Rhode Island) in den USA.

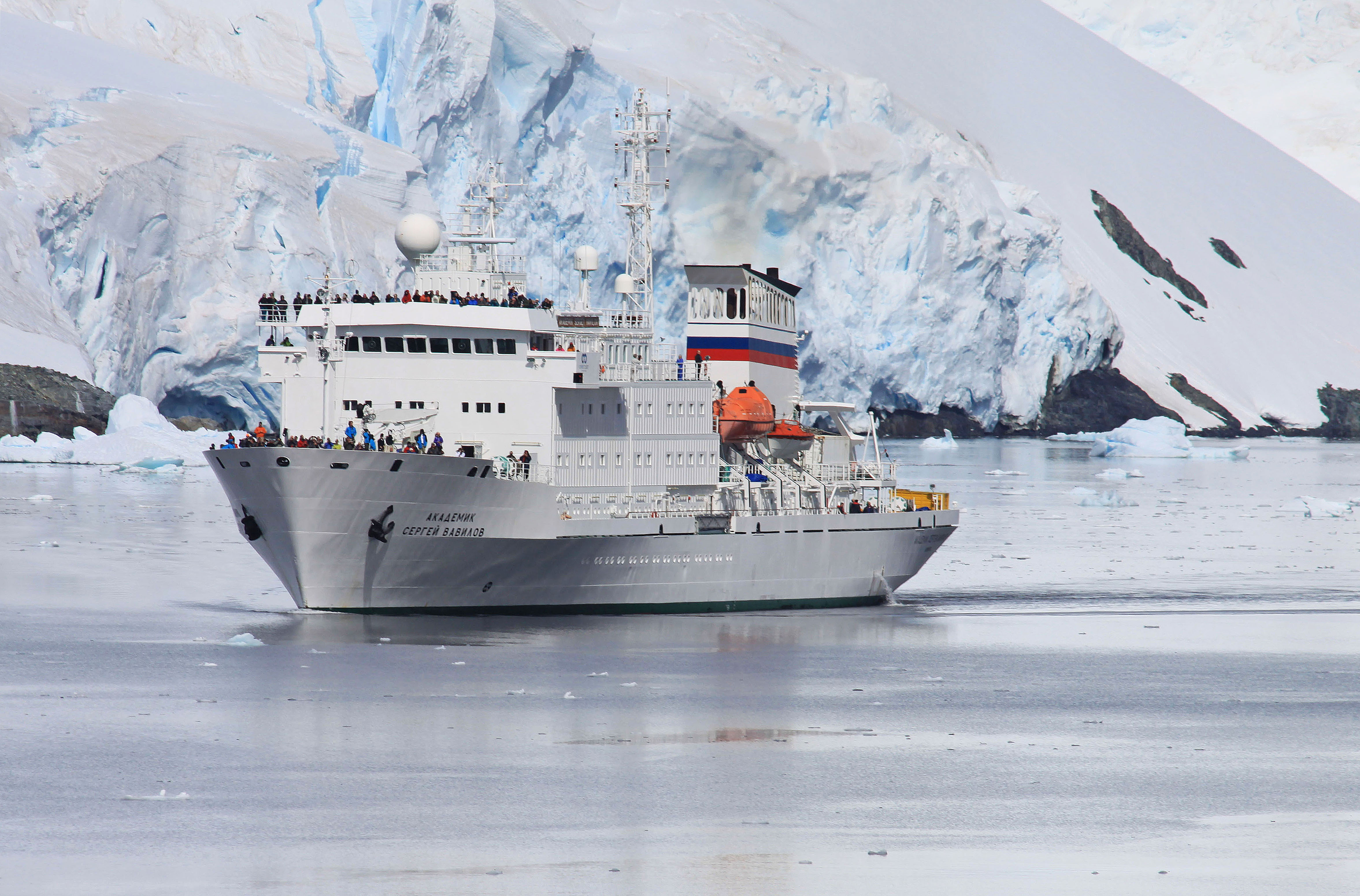
Akademik Sergey Vavilov, Russisches Kreuzfahrtschiff im Lemaire-Kanal

## Gründung
Der Verband wurde von sieben Reiseveranstaltern gegründet. Der Tourismus in der Antarktis befand sich bis zu Beginn der 1990er Jahre noch in bescheidenen Anfängen, so wurden in der Saison 1991/92 erst 6.400 Reisende gezählt. Ein Wachstum war jedoch erkennbar. In der Saison 2017/18 haben 42.576 Besucher die Antarktis besucht. Anlass zur Gründung war das 1991 unterzeichnete Umweltschutzprotokoll zum Antarktisvertrag (Protocol on Environmental Protection to the Antarctic Treaty). Das Protokoll begründet einen umfassenden Schutz für das empfindliche Ökosystem des Kontinents. Es enthält unter anderem konkrete Regelungen für ein umweltgerechtes Verhalten. Durch die Gründung eines internationalen Verbands konnten die Mitglieder ihre Interessen bei der praktischen Ausgestaltung der neuen Regelungen zum allgemeinen Vorteil bündeln.

## Mitgliedschaft
Mitglieder sind vor allem Reiseveranstalter von Kreuzfahrten, aber auch Veranstalter von Landausflügen, Vercharterer bzw. Eigner von Sportschiffen sowie private oder öffentliche Organisationen, die diesen Aktivitäten nahestehen. Derzeit (2015) verfügen alle privaten Veranstalter von Kreuzfahrten in die Antarktis über eine Mitgliedschaft. Die Mitgliedschaft bezieht sich neben dem Unternehmen auch auf die jeweils gemeldeten Schiffe. Jedes Kreuzfahrtschiff in der Antarktis muss pro Passagier eine Gebühr an die IAATO zahlen.

## Regelungsbereiche
Die Schiffe werden nach der Höchstzahl der Passagiere in vier Kategorien eingeteilt: bis 12 Passagiere, 13 bis 200 Passagieren, 201 bis 500 Passagiere und über 500 Passagiere. Je nach Kategorie ist geregelt, in welchem Umfang Anlandungen mit Schlauchbooten erlaubt sind, wobei Schiffe mit über 200 Mitreisenden bereits starken Einschränkungen unterliegen und im Fall von über 500 Mitreisenden grundsätzlich keine Anlandungen erlaubt sind.
Alle Schiffe müssen ihre Reiseroute im Vorhinein bei der IAATO anmelden. Dies dient auch zur Koordination eines reibungslosen Ablaufs der Reisen und Anlandungen der verschiedenen Schiffe. Die Reiserouten werden von der IAATO per Satellit verfolgt. Die Schiffe müssen über eine ausreichende Versicherung, über eine medizinische Versorgung und über erfahrenes Personal verfügen. Es ist beispielsweise vorgeschrieben, an welchen Orten Anlandungen überhaupt erlaubt sind und wie sich die Besucher bei Anlandungen zu verhalten haben. So darf man keinen Müll zurücklassen und es ist geregelt, welchen Abstand man bei der Annäherung an Wildtiere einhalten muss. Die Höchstzahl der Besucher, die sich gleichzeitig an Land aufhalten dürfen, ist ebenfalls festgeschrieben. Zum Schutz der Umwelt ist Schweröl als Schiffskraftstoff verboten. Auch gehören Berichtspflichten zu den Vorschriften. Weitere Einzelheiten zu den umfangreichen Regelungen befinden sich auf der IAATO Website.